# Cryptothelea lipara
Cryptothelea lipara is een vlinder uit de familie van de zakjesdragers (Psychidae). De wetenschappelijke naam van de soort is voor het eerst geldig gepubliceerd in 1932 door West.